# الرقابة في الدنمارك
تم حظر الرقابة في الدنمارك منذ عام 1849 وذلك من قبل الدستور الذي ينص بوضوح:
 المادة 77: لأي شخص الحرية في نشر أفكاره، في طباعة كتبه، في كلامه، ويبقى هو المسؤول الوحيد عن كل هذا أمام المحكمة، لذلك فالرقابة وغيرها من التدابير الوقائية ممنوعة.
هذا يعني أن المواد المنشورة من كُتب ومؤلفات وما إلى ذلك لا تحتاج إلى قًبول أو موافقة عليها من لدن لجنة أو منظمة معينة قبل النشر كما هو الحال في السعودية وإيران وغيرها من البلدان، وبالرغم من كل هذا فالدنمارك قاسية وصارمة في مواضيع بحد ذاتها مثل استغلال الأطفال في المواد الإباحية، خطابات الكراهية، حقوق الطبع والنشر، التشهير وتهديد أمن الدولة، كل هذه المواضيع مسموح فيها الحديث والنقاش والنشر لكن أي خرق للقانون يُعاقب عليه صاحبه بعقوبات قد تصل للسجن، وحتى يونيو عام 2017، فالمادة 140 من القانون الجنائي الدانمركي (بالعامية blasfemiparagraffen) تُحرم ازدراء دين.

## الرقابة على الإنترنت
أصبحت الرقابة على الإنترنت مشكلة متنامية في الدنمارك من عام 2005 عقب ظهور مواقع تستغل الأطفال في المواد الإباحية وقد أثار هذا الموضوع جدلا كبيرا حينها حيث انقسمت الأراء بين مؤيد لتلك الرقابة وببن مُعارضٍ لها، وكانت الدنمارك قد منعت في وقت من الأوقات الولوج لمواقع مشاركة الملفات مثل AllOfMP3 كما منعت الولوج لذا بايرت بي خاصة وأن الحكومة قامت بحظر بعض النطاقات من خلال مزودي خدمات الإنترنت. في 23 كانون الأول/ديسمبر 2008، نشرت ويكيليكس قائمة تضم 3,863 موقعا قامت حكومة الدنمارك بحظرها ومنع مواطنيها من الولوج لها. ومع ذلك، لا يوجد دليل حقيقي يؤكد قيام الدنمارك بهذا، وقد أكدت مبادرة OpenNet (إنترنت مفتوح) الصادرة عام 2009 أن الدنمارك لا تفرض أي رقابة على الإنترنت ولا تقوم بمنع الولوج إلى أي موقع كيف ما كان نوعه إلا بعض المواقع المحظورة عالميا والتي تتعلق بالأطفال.
ولتتفادى حكومة الدنمارك المسائل القانونية التي قد تعترض طريقها في حالة ما فرضت رقابة على رواد ومستعملي الإنترنت فقد طورت برنامجا يستطيع _إلى حد ما_ استخراج المواقع _الناشطة في الدنمارك_ والتي يشك في أنها تستغل الأطفال _دون سن الثامن عشر_ في صُنع مواد وأفلامٍ إباحية.
في تشرين الثاني/نوفمبر 2011، قامت حكومة الدنمارك بخطورة تكاد تكون فريدة من نوعها حيث حجبت معظم المواقع التي تقوم على بيع المخدرات أو لعب القمار على الإنترنت، لكن هذا الحظر لم يكن كاملا خاصة وأن بإمكان الزائر التحايل من خلال تغيير الآي بي في مواقع أخرى من قبيل أوبن دي إن إس والولوج لتلك المواقع المحظورة بسهولة.
حظر الحكومة لتلك المواقع لقي اعتراضا شديدا وعرض الحكومة نفسها لانتقادات كثيرة ولاذعة خاصة من قِبل العديد من المنظمات الحقوقية في حزيران/يونيو 2011 التي تحركت في نفس الوقت وكتبت رسالة مفتوحة إلى الاتحاد الدنماركي وباقي المنظمات مناشدة وضاغطة في نفس الوقت على الحكومة الدنماركية من أجل إعادة النظر في هذه الخطوة.
في عام 2012، اتفق كل من مزودي خدمات الإنترنت (ISPs) وأصحاب حقوق التأليف والنشر في الدنمارك على إطار عمل مُشترك يقضي بمنع الوصول إلى كل المحتويات التي تنتهك حقوق الطبع والنشر، وكانت الحكومة نفسها قد وفرت قائمة بكل المواقع التي تنتهك هاته الحقوق (مثل مواقع عرض الأفلام الغير مُصرح لها والمواقع التي توفر ملفات بي دي إف لكتب لم يتم نشرها بعد وهكذا).

## حالات خاصة
في شباط/فبراير وآذار/مارس 2004 قامت الحكومة الدنماركية بتوقيف ثلاص صحفيين وهم مايكل بجيري، يسبر لارسن ونيلز لوند وذلك بتهمة «الإضرار بأمن الدولة» بعد قيامهم بنشر تفاصيل تقارير استخبارية سرية عن عدم وجود أسلحة دمار شامل في العراق. وفي كانون الأول/ديسمبر 2006 تمت تبرئة الثلاثة في محكمة كوبنهاغن.
في 18 تشرين الأول/أكتوبر 2005، كشفت أكبر شركة في الدنمارك لتزويد خدمة الإنترنت عن لائحة تضم نطاقات لمواقع مشكوك في أنها تعمل على استغلال الأطفال في المواد الإباحية، وقد بلغت الشركة المزودة إدارة شرطة التي اتحدت بدورها مع منظمة إنقاذ الطفولة لاتخاد الإجراءات اللازمة.
اعتبارا من 18 تشرين الأول/أكتوبر 2005 قامت إحدى لجنات تطوير التكنولوجيا في الدنمارك بمنع الوصول إلى موقع AllOfMP3.com الذي يحظى بشعبية كبيرة خاصة بسبب خاصيته التي تسمح بمُشاركة وتحميل الملفات من بينها إم بي 3.
في آذار/مارس 2006، قامت الحكومة الدنماركية بمنع الوصول إلى موقع Bizar.dk حيث حظرته بسبب محتواه الجنسي والإباحي الصريح مما أثار نقاشا طويلا حول ما جاء في دستور الدولة بخصوص الرقابة وحول ما إذا كانت الحكومة فعلا تلتزم بهذا.
في 4 شباط/فبراير 2008، أمرت الحكومة الدنماركية مُعظم شركات الاتصالات في الدولة بمنع الوصول إلى مجموعة من مواقع مشاركة الملفات من قبيل thepiratebay.org.
تم مُعاقبة اليميني المتطرف لارس هيديجارد بموجب خطاب الكراهية الأساسي (المادة 266) وذلك عقب تصريحات أدلى بها في كانون الأول/ديسمبر 2009 وانتقد فيها الإسلام بشكل لاذع. لكن تمت تبرئته في المحكمة المركزية بتاريخ كانون الثاني/يناير 2011، ثم أدين مجددا عند الاستئناف في المحكمة العليا في أيار/مايو 2011، وبرئ أخيرا في نيسان/أبريل 2012 في المحكمة العليا نفسها التي قضت أن لارس لم يكن يقصد ذلك في تلك التصريحات. كما أُدين السياسي الدنماركي يسبر لانجابيل بسبب تصريحات مُثيرة اُعتبرت خطاب كراهية وذلك حول قصية اغتصاب أسرة مسلمة وارتكابها لعملية قتل دفاعا عن الشرف.
في تشرين الثاني/نوفمبر 2011، تم حظر موقع 24hdiet.com الذي يبيع حبوب ومواد مشكوك فيها وذلك بموجب قانون جديد يقوم بحجب كل المواقع الأجنبية التي تبيع المخدرات.